# Copris phungae
Copris phungae är en skalbaggsart som beskrevs av Yves Cambefort 1992. Copris phungae ingår i släktet Copris och familjen bladhorningar. Utöver nominatformen finns också underarten C. p. gabonicus.